# VoipBuster
O VoipBuster é um sistema de voz sobre IP, criado em 2005, e prestado pela empresa holandesa Dellmont. É conhecido principalmente pelos seus serviços de voz gratuitos.

## Descrição e história
Consiste num programa que serve para permitir comunicações telefónicas por IP, com um serviço gratuito de áudio entre os clientes que utilizam o mesmo software, e que permite igualmente chamadas gratuitas para a rede fixa de vários países. Os utilizadores só pagam as chamadas feitas para números fixos noutros destinos e telefones móveis. Foi criado no sentido de oferecer um serviço de elevada qualidade e segurança, embora a preços mais baixos do que a sua concorrência, principalmente o Skype. Porém, o programa centra-se principalmente no conceito das chamadas de voz, não possuindo opções extra oferecidas pelo Skype, como serviço de mensagens ou chamadas em conferência.
Era operado originalmente pela empresa Betamax, sedeada na cidade alemã de Colónia, que foi fundada em 2005 por um grupo de profissionais em comunicações e marketing. Além do VoipBuster, a Betamax fazia parte de um conjunto de aplicações semelhantes operadas pela empresa, e que também incluía os sistemas NetAppel, VoipStunt, VoipCheap (Reino Unido), VoipCheap (internacional), VoipDiscount e Poivy. Em finais de Julho desse ano já tinha lançada a versão beta do programa, que estava disponível apenas para o sistema operativo Windows, e que permitia fazer chamadas gratuitas apenas até um minuto de duração.
Num estudo publicado em 2008, o Voipbuster foi considerado como um exemplo de como certos produtos, apesar do seu grande número de utilizadores, não conseguiam impedir a entrada de competidores no mercado, devido à falta de regulação da estrutura da Internet, à circunstância que o número de utilizadores é tão elevado que apenas basta uma pequena percentagem para atingir uma massa crítica, e a existência de nichos de mercado com suficiente procura. No caso do estudo, esta situação foi apontada como o Voipbuster conseguiu alcançar uma forte presença no mercado, apesar do domínio do Skype. Com efeito, apesar do domínio por parte do Skype, em 2006 o VoipBuster já se tinha conseguido afirmar no mercado das comunicações de voz pela Internet, sendo parte do conjunto de pequenos competidores, que também incluía outros programas como o Vonage e o Jajah. Um dos mercados onde o Voipbuster conseguiu marcar a sua presença foi o português, uma vez que este era um dos países onde oferecia serviços gratuitos ou a custos muito reduzidos. Em Janeiro de 2007, a empresa responsável pelo VoipBuster anunciou que ia aumentar o número de países para os quais seria possível telefonar gratuitamente, medida que foi realizada no mesmo momento em que o Skype alertou para um aumento nos preços.
Posteriormente, o serviço passou a ser assegurado pela firma holandesa Dellmont.